# FC Hilversum in het seizoen 1967/68
Het seizoen 1967/1968 was het 13e en laatste jaar in het bestaan van de Hilversumse betaaldvoetbalclub Hilversum. De club kwam uit in de Tweede divisie en eindigde daarin op de 20e plaats. Tevens deed de club mee aan het toernooi om de KNVB beker, hierin werd de club in de groepsfase uitgeschakeld. Na het seizoen keerde de club vrijwillig terug naar de amateurs. De club werd opnieuw ingedeeld in de tweede klasse amateurs.

## Wedstrijdstatistieken

### Tweede divisie
|       | AGOVV | Baronie | SC Drente | EDO   | Excelsior | Fortuna | Gooiland | De Graafschap | Heerenveen | Helmond Sport | Hermes DVS | Limburgia | NOAD  | PEC   | Roda JC | Veendam | Wageningen | ZFC   | Zwolsche Boys |
| ----- | ----- | ------- | --------- | ----- | --------- | ------- | -------- | ------------- | ---------- | ------------- | ---------- | --------- | ----- | ----- | ------- | ------- | ---------- | ----- | ------------- |
| Thuis | 4 – 0 | 0 – 4   | 0 – 2     | 0 – 0 | 1 – 3     | 1 – 2   | 0 – 2    | 0 – 3         | 1 – 0      | 1 – 1         | 1 – 2      | 2 – 2     | 0 – 3 | 4 – 1 | 0 – 2   | 0 – 0   | 0 – 3      | 0 – 0 | 0 – 1         |
| Uit   | 4 – 2 | 4 – 1   | 4 – 0     | 3 – 0 | 3 – 0     | 2 – 1   | 0 – 0    | 1 – 1         | 5 – 0      | 4 – 0         | 5 – 1      | 3 – 0     | 2 – 1 | 3 – 3 | 2 – 3   | 4 – 0   | 2 – 1      | 3 – 1 | 2 – 0         |

### KNVB beker
| Grospfase                                              | Elinkwijk                                                         | 5 – 1 (2 – 1) | Hilversum                |
| 31 december 1967 Plaats: Utrecht Amsterdamsestraatweg  | Leen van de Merkt 3', 50' Jan Blaauw –' (pen.) Bob Westra 65', –' |               | 22' Hans Vlietman        |
| Grospfase                                              | Velox                                                             | 1 – 0 (0 – 0) | Hilversum                |
| 24 februari 1968 Plaats: Utrecht Galgenwaard           | Joop van Maurik 86'                                               |               |                          |
| Grospfase                                              | Hilversum                                                         | 2 – 2 (2 – 2) | DOS                      |
| 24 maart 1968 Plaats: Hilversum Gemeentelijk Sportpark | Eddy Westbroek Evert van Ginkel –' (pen.)                         |               | Arie de Kuyper Henk Wery |

## Statistieken Hilversum 1967/1968

### Eindstand Hilversum in de Nederlandse Tweede divisie 1967 / 1968
| Stand | Gespeeld | Gewonnen | Gelijk | Verloren | Punten | Doelpunten voor | Doelpunten tegen |
| ----- | -------- | -------- | ------ | -------- | ------ | --------------- | ---------------- |
| 20e   | 38       | 4        | 8      | 26       | 16     | 30              | 87               |

### Topscorers
| #      | Naam             | Goal |
| ------ | ---------------- | ---- |
| 1.     | Hans van Eikeren | 6    |
| 1.     | Evert van Ginkel | 6    |
| 3.     | Eddy Westbroek   | 5    |
| 4.     | Hans Vlietman    | 4    |
| 5.     | Gerard Borg      | 2    |
| 5.     | Martin Looman    | 2    |
| 5.     | Martin de Nooy   | 2    |
| 8.     | Kees Oudendijk   | 1    |
| 8.     | Herman Rootert   | 1    |
| 8.     | Pim Wijnands     | 1    |
| Totaal | Totaal           | 30   |

| #      | Naam             | Goal |
| ------ | ---------------- | ---- |
| 1.     | Evert van Ginkel | 1    |
| 1.     | Hans Vlietman    | 1    |
| 1.     | Eddy Westbroek   | 1    |
| Totaal | Totaal           | 3    |

## Voetnoten
AGOVV · Baronie · SC Drente · EDO · Excelsior · Fortuna · Gooiland · De Graafschap · Heerenveen · Helmond Sport · Hermes DVS · Hilversum · Limburgia · NOAD · PEC · Roda JC · Veendam · Wageningen · ZFC · Zwolsche Boys